# Szájpadcsont

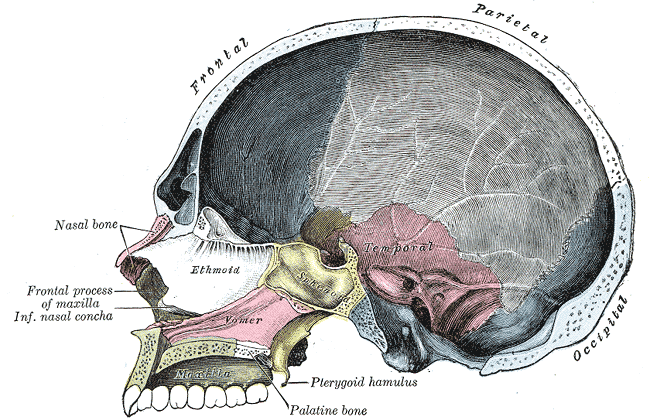
A koponya csontja mediális irányból nézve

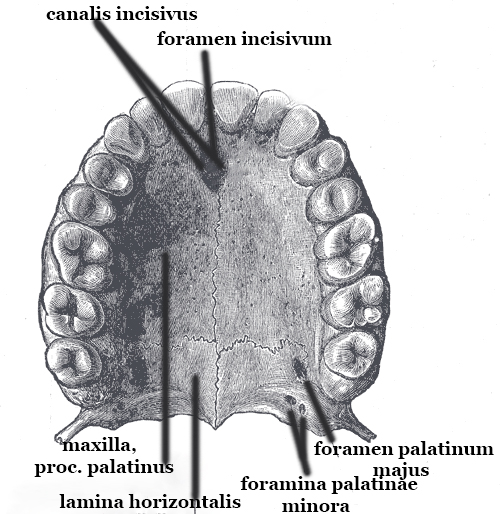
A kemény szájpad, palatum durum

A szájpadcsont (lat. os palatinum) az arckoponyához tartozó páros, szabálytalan csont.

## Szerkezete
A szájpadcsont a orrüreg hátsó részében, a felső állcsont (maxilla) és az ékcsont röpnyúlványa (proc. pterygoideus) között található.
Három üreg falának alkotásában vesz részt: az orrüreg aljának és oldalsó falának, a szájüreg tetejének, illetve a szemüreg fenekének egy részét (proc. orbitalis) alkotja.
A szájpadcsont nyomtatott nagy L betűhöz hasonlít, amely egy vízszintes lemezből (lamina horizontalis), egy függőleges lemezből (lamina perpendicularis) és három nyúlványból áll. A két lemez elágazódásától hátra és oldalra irányuló piramisnyúlvány (proc. pryramidalis), illetve a szemüregi (proc. orbitalis) és az ékcsonti nyúlvány (proc. sphenoidalis), melyeket a függőleges lemez fölött egy mély bevágás (incisura sphenopalatina) választ el. A processus sphenoidalis az ékcsont testének alsó felszínéhez rögzülve az incisura sphenopalatinát foramen sphenopalatinummá egészíti ki.
A két szájpadcsont lamina horizontalisai a maxilla processus palatinusával, illetve az utóbbival a magzati élet során összecsontosodó os incisivummal együtt alkotják a kemény szájpadot és az orrüreg fenekét. A két vízszintes lemez varrattal egyesül egymással (sutura palatina mediana), illetve a maxillával (sutura palatina transversa.
Az emberi szájpadcsont hat csonttal áll kapcsolatban: az ékcsonttal, a felső állcsonttal, az alsó orrkagylóval, az ekecsonttal és szemközti szájpadcsonttal.
A szájpadcsonton két jelentősebb nyílás található (foramen palatinum majus és foramina palatini minores), melyeken a területet ellátó képletek (idegek és vérerek) haladnak át. Mindkét nyílás a szájpadcsont függőleges lemeze, a felső állcsont teste és a röpnyúlvány által közrefogott canalis palatinus majoron keresztül egy tágasabb üregbe, a fossa pterygopalatinába megy át.
- A nagyobb nyílás (foramen palatinum majus) a két os palatinum horizontális lemezeinek poszterolaterális (hátsó-oldalsó) részén, általában a felső bölcsességfog csúcsánál helyezkedik el. Rajta áthaladó képletek: nervus palatinus major, arteria palatina descendens.
- Az előbbitől hátrébb, az os palatinum szájpadi felszínén hátrébb nyílnak kisebb nyílásokkal (foramina palatina minora) a főcsatorna mellékágai (canalaes palatini minores). Rajta áthaladó képletek: nervus palatinus minor, illetve a lágy szájpad és a tonsilla palatina (szájpadmandula) erei.

## Fordítás
- Ez a szócikk részben vagy egészben  a   Palatine bone című angol Wikipédia-szócikk fordításán alapul.  Az eredeti cikk szerkesztőit annak laptörténete sorolja fel. Ez a jelzés csupán a megfogalmazás eredetét és a szerzői jogokat jelzi, nem szolgál a cikkben szereplő információk forrásmegjelöléseként.